# 喜佐姫
喜佐姫（きさひめ）は、江戸時代初期の女性。結城秀康の次女、徳川秀忠の養女。毛利秀就の正室。

## 生涯
慶長3年（1598年）、大坂にて生まれる。母は三谷長基の娘・駒。
慶長13年（1608年）7月17日、徳川秀忠の養女として毛利秀就に嫁いだ。婚儀は江戸で行われた。
落飾し、龍昌院と号した。
明暦元年（1655年）6月25日、死去。59歳。法名は「龍昌院殿長誉光山秋英大姉」。天徳寺に葬られた。

## 兄弟姉妹
○出典：『家康の族葉』。
- 女子 - 早世
- 松平忠直
- 松平忠昌
- 喜佐姫
- 松平直政
- 吉松丸 - 早世
- 松平直基
- 松平直良

## 子女
○出典：『寛政重修諸家譜』
- 女子 - 松平光長の室
- 松寿丸 - 早世
- 和泉 - 早世
- 女子 - 鷹司房輔の室
- 宮市丸、大吉丸 - 早世
- 女子
- 毛利綱広